# Душан Машовић
 Душан Машовић (Андријевица, 1921. — Београд, 22. септембар 2017) био је југословенски и српски државни чиновник и сликар. У Удружења за културу, уметност и међународну сарадњу „Адлигат” се налази збирка његових слика и архивских материјала.

## Биографија
Завршио је основну школу у Забрђу и вишу реалну гимназију у Беранама. Учесник је Народно ослободилачке борбе. Студије медицине је прекинуо због почетка рата, да би касније завршио Правни факултет у Београду.
По завршетку рата радио у Савезном секретаријату за унутрашње послове - Служба државне безбедности, влади и председништву Југославије. У пензију је отишао као директор „Службеног листа СФР Југославије”. Био је члан обезбеђења Јосипа Броза Тита.
Сликарство су му предавали Светолик Лукић, Милош Бајић и Александар Томашевић. Машовић је био члан УЛУС-а и излагао је на већини изложби у организацији удружења. Био је и члан ликовне групе „13. мај” из Београда. Добитник је сребрне плакете УЛУС-а поводом тридесет година сликарског рада.
Поред сликарства, бавио се илустровањем књига. Живео је и радио у Београду и Херцег-Новом.
Добио је и награду ослобођења Андријевице 17. Јул, за допринос у области ликовне умјетности за 2001. годину.
Удружење Адлигат баштини архивски материјал и поседује неколико слика Душана Машовића.

## Изложбе
Учесник је и више групних изложби.
- Беране[2]
- Андријевица (1985)[2]
- Колашин (1986)[2]
- Нови Београд (1987)[2]
- Херцег-Нови (1995)[2]